# 上海邮政总局

31°14′47″N 121°28′51″E / 31.24639°N 121.48083°E
上海邮政总局位于中华人民共和国上海市北苏州路276号。大楼始建于1924年，造价為320万银元。由当时沪上英商思九生洋行负责设计，上海余洪记营造厂负责营建。大楼拥有号称“远东第一大厅”的邮政营业厅，现在为中国邮政集团公司上海市分公司和四川路桥邮政支局所在地。

## 历史

### 早期的上海邮政
近代邮政创办前，上海存在各种通信传送的机构，官办的“邮驿”“铺递”与民办的“信局”主宰了所有的邮政业务。
1843年依据《中英南京条约》上海宣布开埠，由于上海独特的地理位置以及政治上的特殊性。沿海各省的一些民营信局纷纷将业务扩展到上海，甚至设立总号。一时间，上海地区的信局多达90多家，成为全国通信中心。当时民营信局主营业务为传递信件包裹、汇款、票据业务等等，与今日的邮局业务已十分近似。而且当时有些信局还有普通邮费和邮件保险费之分，类似于今日的平信和挂号信。
近代的邮政服务也随着这一时期进入上海。1861年，英国首先于上海英租界设立邮政局，时称“英国驿务署”或“大英书信馆”，主要办理英国在沪侨民的邮政业务，兼办租界内华人的国际邮件。此后，驻沪各国领事馆都设立了直属于本国驻沪总领馆或相关的租界当局。这种局面延续了将近10多年，直至1878年政府性质的邮政创办。

### 近代的上海邮政
1878年，时任海关总税务司的赫德提议设立官方的近代邮政局。当年，时任北洋通商大臣的李鴻章决定于上海、北京、天津、烟台和牛庄（今营口）五处试办邮政业务，并且委托赫德的总税务司进行管理。翌年，五处邮政办事处以“海关拨驷达书信馆”的名称开始营业，上海的邮政办事名为“江海关拨驷达书信馆”（Shanghai Customs Postal Departments），两年后更名为“江海关拨驷达局”（Shanghai Customs Post Office），办公地址位于江海关大楼后院。
在交由海关部门试办邮政业务十四年以后。1896年3月20日，光绪帝下旨正式开办国家邮政，设立总邮政司，同时委派海关总税务司赫德兼领。1897年，江海关拨驷达局正式更名为“上海大清邮政局”，办公地点仍为原址。同时在吴淞海关处开始下属的第一个邮政分局，此后城市乡村各处陆续增设邮局和代办所，建立起上海地区一整套完整的邮政网点。1899年，“上海大清邮政局”改名为“上海邮政总局”，8年后邮政总局的办公地点由原址迁入北京路9号的“新厦”。
1911年5月，清政府设立邮传部郵政總局从而取代总邮政司署。从此，正式成为一个独立经营的部门，而海关亦结束了长达30多年的邮政代管业务。同时上海邮政总局改名为上海邮政局。1913年再度更名为上海邮务管理局。
1911年底，上海邮政局向英国订购了100辆蓝苓脚踏车，每辆脚踏车60银元，自此上海邮政开始进入车辆投送邮件的时代。

### 建造邮政总局大楼

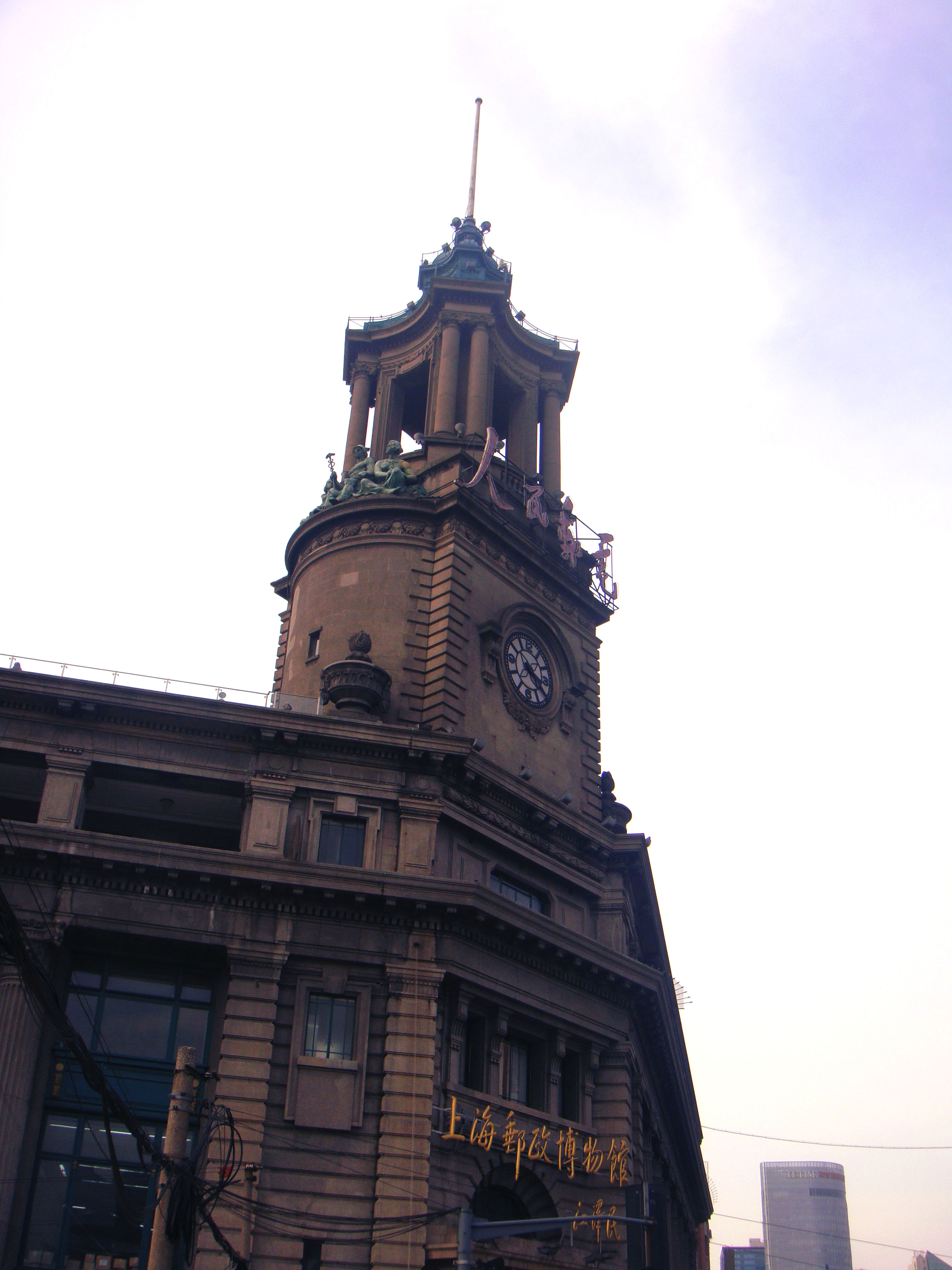
邮政总局正门入口

1912年后，邮政业务进入中华邮政时期。1914年，中华邮政成为萬國郵政聯盟的成员，上海邮政总局被指定为国际邮件互换局，成为国内最大的国际邮件进出口中心。随着邮政业务的快速扩展。位于北京路的原址已经不敷使用，于是当时的中国政府决定兴建一座新的大楼，同时为了逐步削弱外国人对于中国邮政业务的干涉。
由于各有各的算盘，中国政府与两任上海邮务管理局邮务长英国人里奇（W. W. Ritchie）和史密斯（F. L. Smith）就新总局大楼选址问题产生分歧。中国政府希望籍此机会将大厦建造在毗邻上海北站附近的华界之内，而里奇和史密斯则反对中国政府的这一提议，因而新厦的建造被迫搁置。1920年，英国人希乐思（C. H. Shields）接替史密斯成为上海邮务管理局的邮务长，同时兼领新厦建造的总负责人之职。他执意将新厦建造于公共租界内，并提出两点理由，一是“公共租界”地价相对便宜，二是所选新址离邮政总局租用的码头和北站都相对较近，最终中国政府让步，邮政总局新厦决定在新改建完工的四川路桥北堍。
1922年2月，上海邮务管理局购得规划内的四川路桥北堍9.727亩土地，同时拆除购得土地内的旧屋集美里。同年12月大楼正式开工建设，两年后的11月，邮政总局新厦竣工。12月1日，上海邮务管理局正式由北京路迁入北苏州路办公，同时对外营业。

### 现状

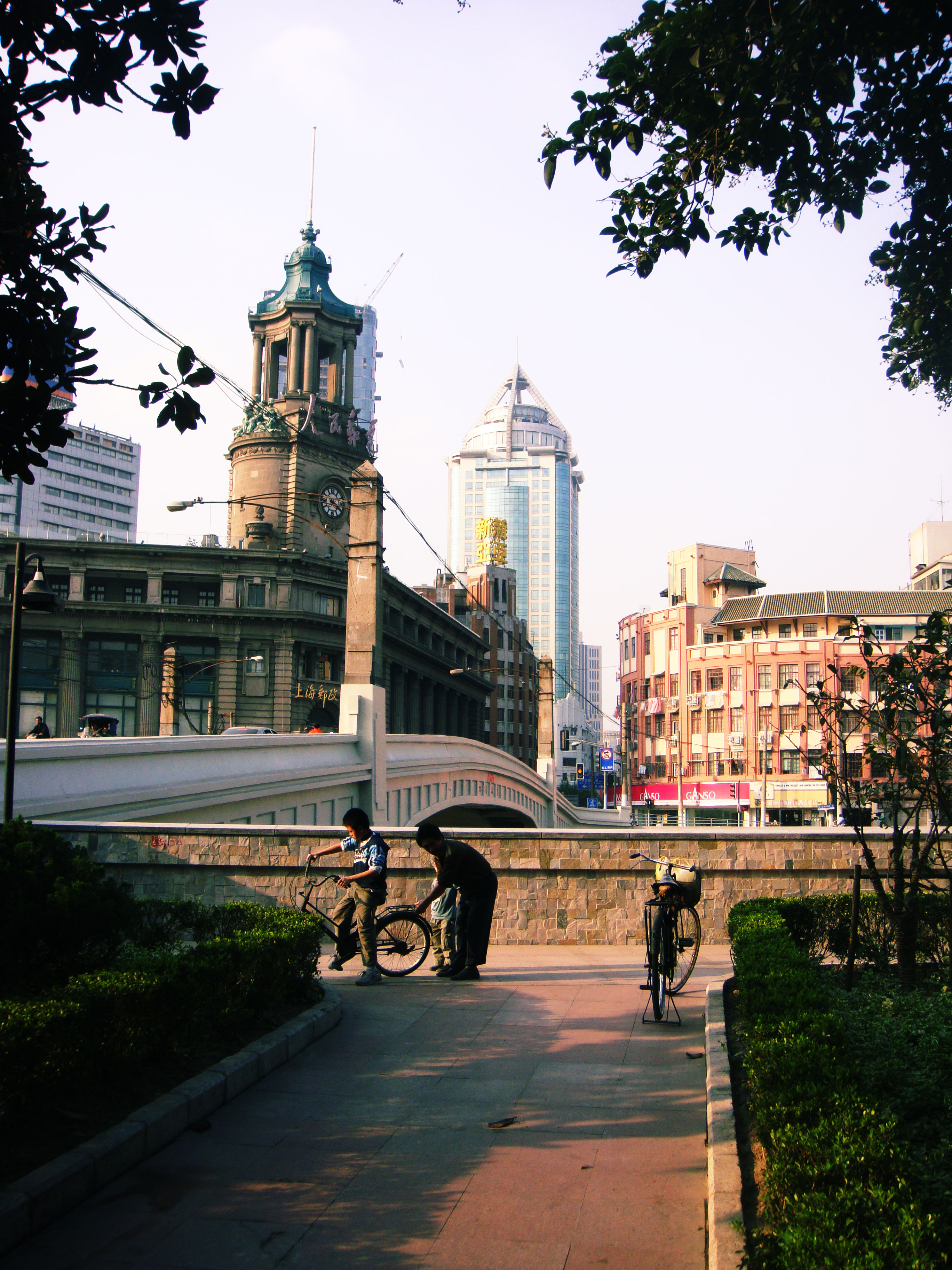
从苏州河南岸眺望邮政总局

上海邮政总局新厦自投入使用后，巩固了上海作为全国邮政重要枢纽中心的地位，同时也促进国内和国际邮政业务的发展。而大楼自身以其独特的建筑风格，成为与外滩建筑群遥相呼应的一座建筑。1989年9月，它被上海市政府列为“上海市优秀历史建筑”；1996年，被国务院公布为全国重点文物保护单位。2005年上海市邮政局根据《文物管理法》的相关规定，对邮政总局大楼的相关损坏部分进行一次性恢复性大修和加固，同时利用邮政局大楼中庭、天台和部分楼面改建成上海邮政博物馆。目前，上海邮政总局大楼内共有一个营业厅即四川路桥邮政支局和一个博物馆即上海邮政博物馆。

#### 四川路桥邮政支局
四川路桥邮政支局是设立在邮政总局大楼的直属上海市邮政局的营业网点。共开设有多达70多个营业窗口，拥有上海本埠最完整的邮政服务。1924年12月起，至1957年1月，是上海邮政管理局的直属营业室，原称市局营业厅。1957年二月成立上海邮电管理局，市局营业厅改称为四川路桥邮电支局，1961年11月改称上海市市中区邮电局。1978年3月撤销市中区局，恢复四川路桥邮电支局。90年代以后，因为国有邮电分营，更名为四川路桥邮政支局。
1924年12月1日，随着邮政总局入驻办公，市局直属营业厅亦同时开门营业，成为远东最大的邮政营业厅。1937年8月13日，淞沪会战爆发，因为地处公共租界北区毗邻闸北战场，市局营业厅一度关闭停止营业。战事停止以后，市局营业厅再度开门营业。到1947年，由于市局营业厅的业务快速增长，市局营业厅遂延长营业时间，开设塑料材质的透明特种信箱，接受公众投寄的挂号和快信。而同时，营业厅开始以挂号和快信手续处理，从而避免公众排队寄信，简化了服务流程。从1983年起，局所隶属关系不再随市、县行政区划变动调整，四川路桥邮电支局的管辖范围基本固定，所辖邮政编号固定为「200085」。
至1993年，四川路桥邮政支局下辖储蓄点1个，集邮门市部1个，邮筒20个，19个投递段1个速递点。

#### 上海邮政博物馆

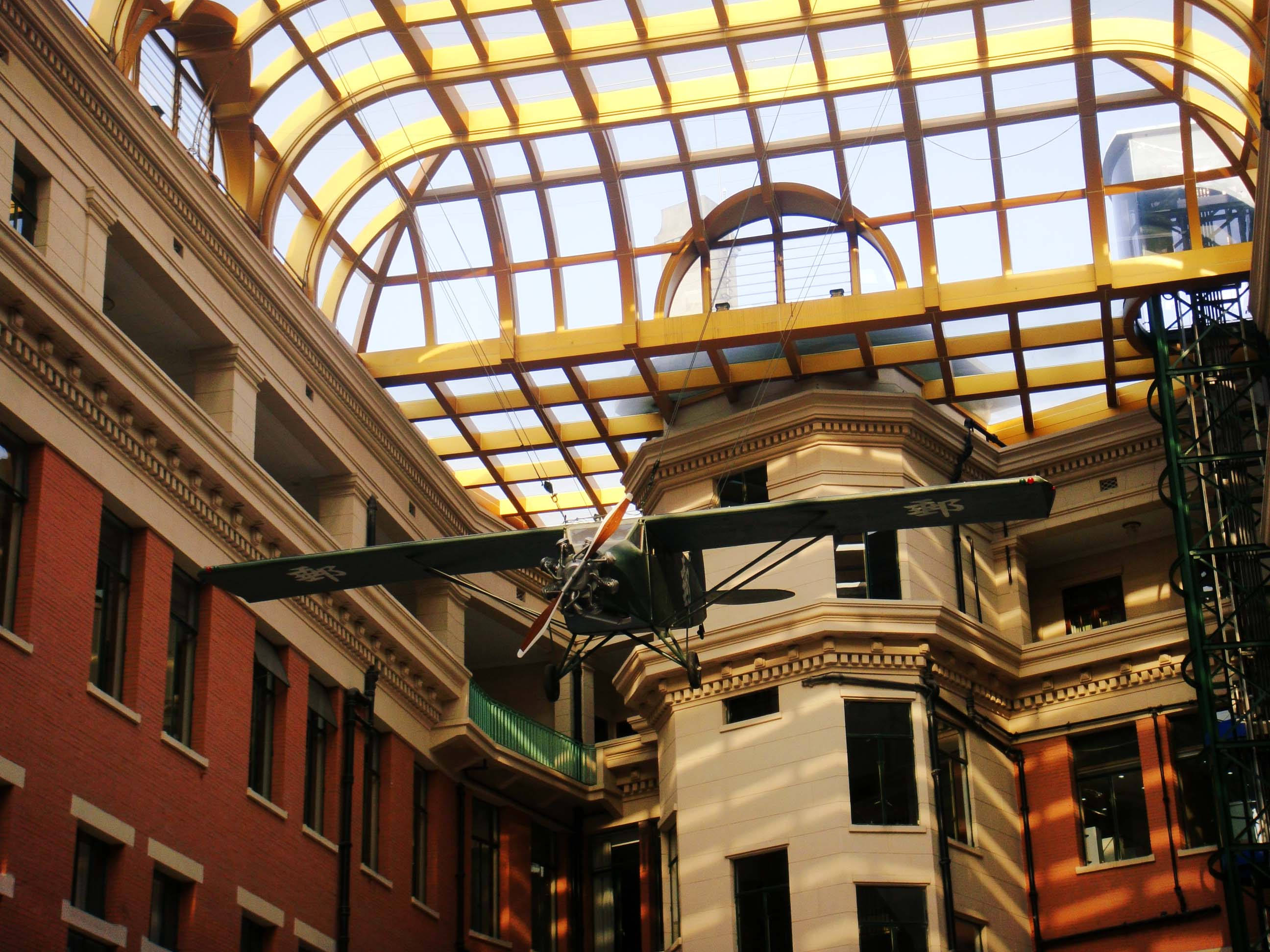
首条航空邮路沪宁线中使用的邮政飞机模型

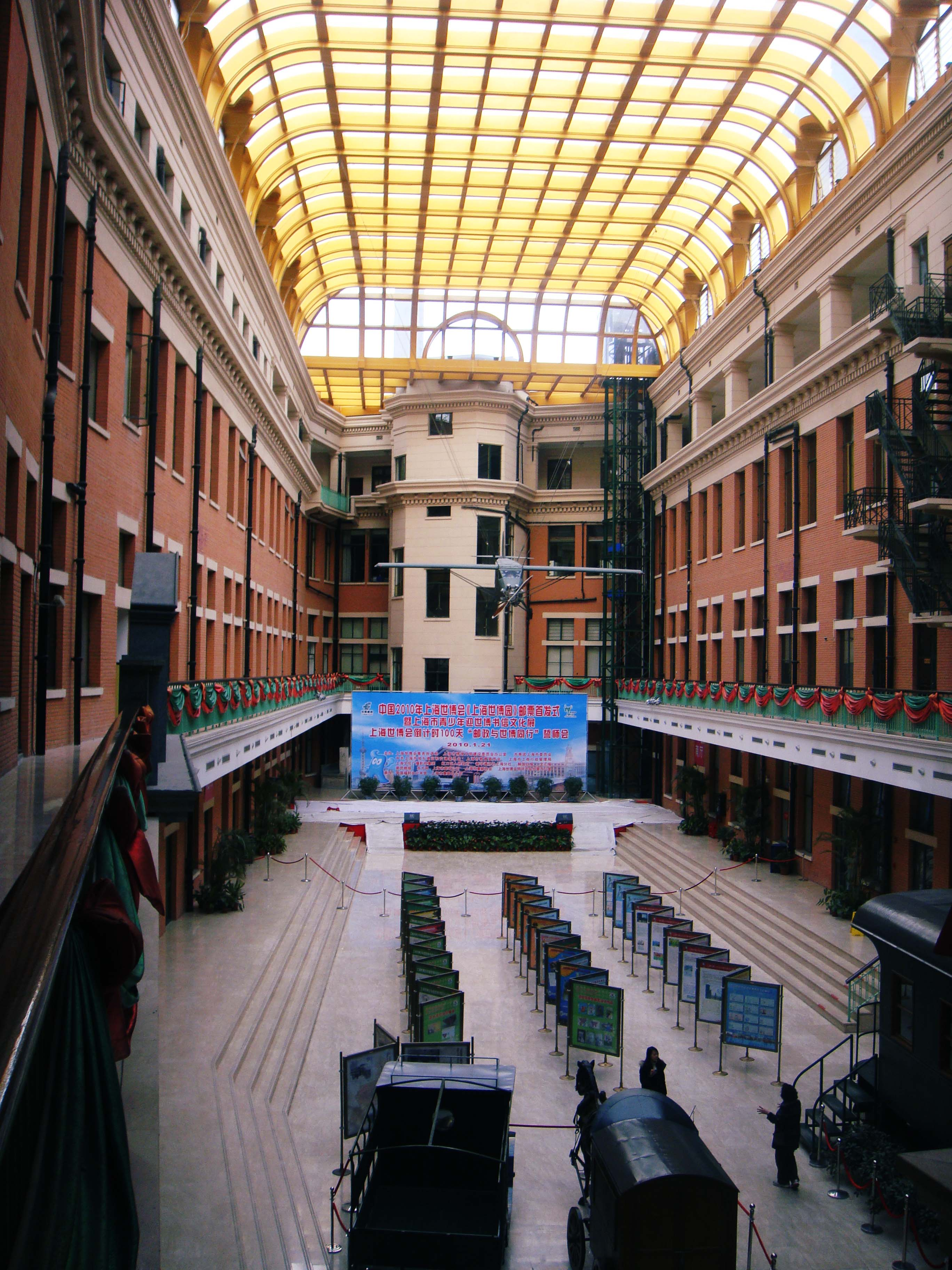
邮政总局中庭

2005年，经过大修后的上海邮政总局大楼内的一些部分组成上海邮政博物馆，正式对外开放。原大楼一楼中庭天井和靠天潼路一侧二楼的原办公用房改建成上海市第一座邮政博物馆。

##### 二层陈列
主要陈列上海邮政的发展历史，同时也有自清朝以来的信箱模型和原件，以及相关交通工具的模型。其中有大清邮政时期铁质绿色邮筒、中华邮政时期白色来往沪京(南京)之间特别邮筒，以及各国邮筒。此外还有1924年邮政大楼等比例缩小模型。其中通过多媒体展示了中国邮政的发展历程。前后通过四个部分，向游客展现了自古代邮驿以来到现代邮政制度的变化历程，同时内部装有一个可操作的邮件分拣装置，使得游客可以参与邮件的分拣过程。

##### 中庭陈设
中庭天井主要用来进行小规模仪式的举行以及一些邮政交通工具等比例模型的放置。其中主要有大清邮政、中华邮政两个时期的交通工具。在中庭北侧放置的是1946年11月，上海邮政总局在沪京铁路上设置的火车行动邮局的这节火车车厢的模型。车体通身为传统的邮政绿，内部陈设完全按照当时模样进行放置。位于居中的是1909年，上海邮政总局用来运输邮件租用的马车模型。而在最南侧的则是1917年春，上海邮务管理局购置的两辆用于运输邮件的法国克莱门特·贝亚特汽车的其中一个的等比例模型，车身为绿色，箱体上有中华邮政字样。
而在中庭西侧天花板上悬挂有一家飞机模型，而这家飞机是1929年7月8日，上海首条定期航空邮路——沪蓉航空线沪宁段开航的那架飞机模型。

## 大楼布局和建筑风格
邮政总局大楼建筑总面积为25294平方米，建筑高度为51.16米（不含旗杆高度），整体建筑为“U”字型，共有地面建筑为4层，地下室为1层，大小房间187间。
大楼整体风格为19世纪上半叶到20世纪初流行于欧美国家的折衷主义建筑风格，主体参照英国古典建筑风格，融合了罗马式的大型科林斯立柱和巴洛克式钟楼。其中大楼主立面即南面和东面以及东北转角处共设有19根高数十米的罗马科林斯柱。而主立面上，墙面使用了细粒水刷石粉面，而北墙则是经典的机制红砖墙，整体具有很浓郁的英国风情。

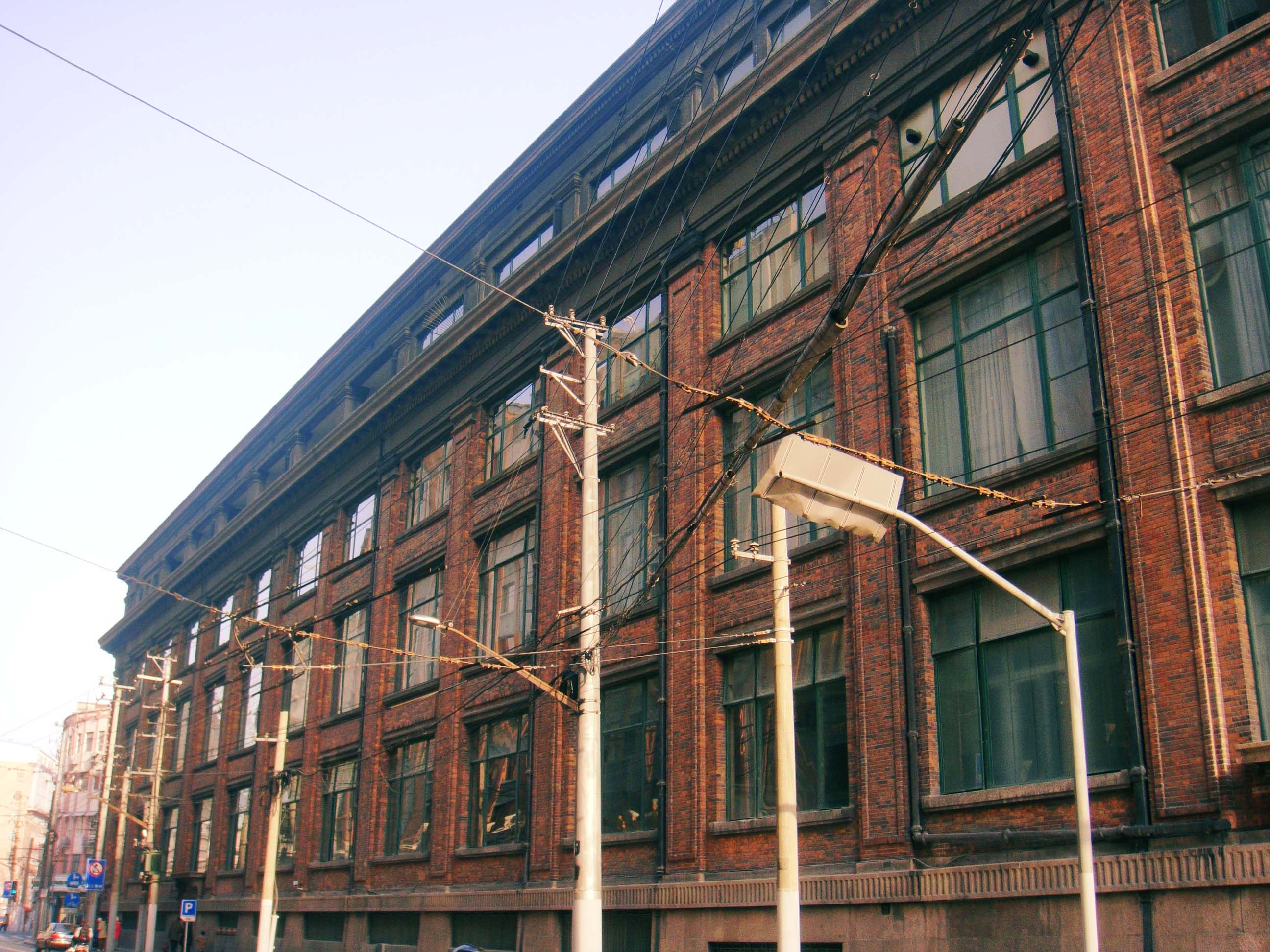
天潼路一侧机制红砖墙

邮政总局最为标志性的一点，便是耸立于东南角正门处的钟楼和塔楼。其中钟楼高13米，正面镶嵌有直径达3米的大钟，钟楼基座两边各有一座水刷石粉面的火炬台雕塑。而塔楼则建于钟楼之上，高达17米，顶端另设置高8.2米的旗杆，塔楼两旁则各有一对希腊人物雕塑群像。
大楼除了外部雄伟壮观，同时内部装潢设计也显得极为庄重和典雅。尤其是由正门处经由门厅拾阶而上后进入的二楼营业大厅。曾经享有“远东第一大厅”的美名。大楼底层和二层为营业厅负责收发国内和国际信件包裹，而三层为邮政总局的相关办公部门，顶层则为高级职员宿舍。另外地下室是包裹分拣封发部门，中庭天井为装卸往来邮件包裹的场地。1987年，分拣中心迁出大楼。

## 相关事件

### 命名
大楼在建成之时，英文名为“Shanghai District Headpost Office”，汉语即为上海邮政总局，该英文名由工部局确认和批准。但是官方的汉语名称，则反复过多次，尽管上海邮政总局只使用了12年，却为大众所接受，同时也确定了汉语中post对应词汇为邮政而非邮务。因而当1913年上海邮政局更名为上海邮务管理局之时，普罗大众基本没有采纳官方的名称，而是仍旧沿用旧称即“上海邮政总局”。1928年国民政府交通部召开的全国交通会议上，与会者对邮务一词提出异议。所以在1931年，上海邮务管理局重新更名为上海邮政管理局。时至今日，尽管正式名称为上海市邮政局大楼，但是公众、媒体仍旧称之为上海邮政总局大楼，由此可见这个名称深入民众。

### 钟楼雕像

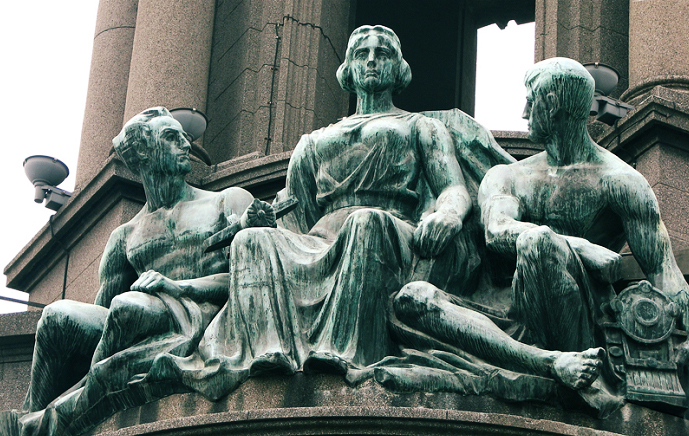
人物雕塑一组，分别手执火车头、飞机和通信电缆，原件毁于1966年，现件为1999年依原件石膏模子复制而成

塔楼两旁有两组不同的雕像，这两组青铜雕像是邮政总局的标志之一。东方的一组雕像，为分别手持火车头、飞机和通信电缆的人物，分别象征交通通信事业。而南方的一组雕像则为希腊神话人物，中央的是被称为通信之神或者商神的赫尔墨斯，左右则为爱神厄洛斯和阿佛洛狄忒，代表邮政事业是连接人类感情的纽带。不过塑像的原件毁于文化大革命期间，所幸被毁之前，由一位美术学校的学生用石膏偷翻了模子，当文革结束以后，在邮政总局大楼翻修过程中，根据这对石膏模子，重新铸造成和原件一样的复制品，也就是今天依旧设立在塔楼两侧的铜像。

### 引用
1. ↑  . 中国邮政集团公司上海市分公司.   [2015-12-02]. （原始内容存档于2015-12-08）.
2. ↑  . 上海市邮政管理局.   [2015-12-02]. （原始内容存档于2015-12-08）.
3. ↑  . 上海地方志办公室.   [2015-12-02]. （原始内容存档于2015-10-27）.
4. ↑  . 上海市杨浦区图书馆. 2009-03-28  [2011-10-13]. （原始内容存档于2014-07-29） （中文）.
5. 1 2  上海市历史博物馆. . 上海书画出版社. 2009: 132. ISBN 9787807254706.
6. ↑  . 上海档案信息网.   [2015-12-17]. （原始内容存档于2012-06-11）.
7. ↑  . 中国邮政·上海市邮政公司. 2009-03-28  [2011-10-13]. （原始内容存档于2013-11-20） （中文）.
8. 1 2 3 4  . 上海市地方志办公室. 2009-03-28  [2011-10-13]. （原始内容存档于2011-05-21） （中文）.
9. ↑  .   [2010-02-20]. （原始内容存档于2009-05-01）.
10. 1 2  . 上海地方志办公室.   [2015-12-02]. （原始内容存档于2016-03-27） （中文）.
11. ↑  . 中华人民共和国国务院.   [2015-12-03]. （原始内容存档于2014-10-08） （中文）.
12. ↑  . 中国邮政集团公司上海市分公司.   [2015-12-02]. （原始内容存档于2015-12-08） （中文）.
13. 1 2 3  . 上海市地方志办公室.   [2016-07-20]. （原始内容存档于2016-03-26） （中文）.
14. ↑  . 上海市地方志办公室.   [2015-12-02]. （原始内容存档于2015-09-27） （中文）.
15. ↑  . 上海致公.   [2015-12-03]. （原始内容存档于2015-12-08） （中文）.
16. ↑  . 上海邮政官网. 2009-03-28  [2011-10-13]. （原始内容存档于2014-11-10） （中文）.
17. ↑  . 人民网.   [2015-12-02]. （原始内容存档于2015-12-08）.
18. ↑  . 新华网上海频道.   [2015-12-03]. （原始内容存档于2015-12-08） （中文）.
19. ↑  . 车时代报道中文网. 2007-10-31  [2012-02-10]. （原始内容存档于2012-02-10）.
20. ↑  .   [2005-12-31]. （原始内容存档于2005-12-31）.
21. ↑  肖力. . 上海檔案信息網. 2008-04-01  [2009-05-01]. （原始内容存档于2009-05-01）.
22. ↑  . 中国历史建筑保护网. 2008-12-29  [2015-06-04]. （原始内容存档于2015-06-04）.
23. 1 2  . 上海市地方志办公室.   [2015-12-02]. （原始内容存档于2015-09-26） （中文）.
24. ↑  .   [2012-07-31]. （原始内容存档于2012-07-31）.
25. ↑  石方城. . 新浪博客. 2016-06-25  [2016-06-30]. （原始内容存档于2019-07-28）.
26. ↑  . 青年报.   [2015-12-02]. （原始内容存档于2015-12-08） （中文）.